# Свети Дух (Метеора)
Вижте пояснителната страница за други значения на Свети Дух.
„Свети Дух“ (на гръцки: Μονή Αγίου Πνεύματος) е бивш православен манастир на Метеора, Гърция. Днес от него са запазени руини и малка църква.

## История
Манастирът „Свети Дух“ е построен на висока отвесна скала на 300 метра височина. Една издълбана в отвесната стена пътека води към църквицата, оцеляла до днес. Стенописите са изцяло разрушени. Олтарната част, ризницата и молитвеника са издълбани в скалата, апри входа вдясно има дялан ковчег, където е гроба на ктитора. Вляво от храма има два резервоара за събиране на дъждовна вода. Запустели килии и дървета има на няколко места. На върха на скалата се издига железен кръст, за който се разказва че е бил въздигнат от сръбския крал Стефан Душан.